# NGC 4861
NGC 4861 è una galassia a spirale barrata di tipo magellanico situata prospetticamente nella costellazione dei Cani da Caccia alla distanza di 39 milioni di anni luce dalla Terra.
Per varie proprietà fisiche intrinseche come dimensioni, massa e velocità di rotazione,  è classificata solitamente come galassia a spirale. Tuttavia la morfologia è particolare, data la presenza di una densa regione situata ad una estremità dove si riscontra una elevata attività di formazione stellare, con il resto della galassia che simula una coda cometaria. Per questo motivo appare più assimilabile ad una galassia nana irregolare.